# Rolf Norberg
Rolf Norberg (Borgholm, 31 gennaio 1952) è un ex tennista svedese.

## Carriera
Nei tornei dello Slam vanta come miglior risultato il terzo turno raggiunto durante il Roland Garros 1977 durante il quale ha eliminato sulla sua strada la quarta testa di serie Eddie Dibbs. Tra il 1973 e il 1977 ha fatto parte della squadra svedese di Coppa Davis, ottenendo sei successi a fronte di cinque sconfitte; ha contribuito alla conquista della coppa per la squadra scandinava nell'edizione del 1975 scendendo in campo durante i quarti di finale contro la Germania.
Ha disputato una finale nel circuito principale, durante l'Aix-en-Provence Open 1977, in coppia col francese Patrice Dominguez, ma sono stati sconfitti al turno decisivo dalla coppia rumena formata da Ilie Năstase e Ion Țiriac.

## Statistiche

### Doppio

#### Finali perse (1)
| Numero | Anno | Torneo                                | Superficie  | Compagno          | Avversari in finale     | Punteggio          |
| 1.     | 1977 | Aix-en-Provence Open, Aix-en-Provence | Terra rossa | Patrice Dominguez | Ilie Năstase Ion Țiriac | 6–1, 5–7, 3–6, 3–6 |